# Wingen-sur-Moder
Wingen-sur-Moder là một xã trong vùng Grand Est, thuộc tỉnh Bas-Rhin, quận Saverne, tổng La Petite-Pierre. Tọa độ địa lý của xã là 48° 55' vĩ độ bắc, 07° 22' kinh độ đông. Wingen-sur-Moder nằm trên độ cao trung bình là 220 mét trên mặt nước biển, có độ cao thấp nhất là 207 mét và độ cao nhất là 406 mét. Xã có diện tích 17,37 km², dân số vào thời điểm 2004 là 1507 người; mật độ dân số là 85 người/km².

## Thông tin nhân khẩu
| 1962  | 1968  | 1975  | 1982  | 1990  | 1999  |
| ----- | ----- | ----- | ----- | ----- | ----- |
| 1.232 | 1.458 | 1.539 | 1.550 | 1.551 | 1.484 |

## Thành phố kết nghĩa
- Burgkirchen an der Alz, Đức